# Echinophyllia tosaensis
Echinophyllia tosaensis är en korallart som beskrevs av Yoshitaka Yabe och Katsuyuki Eguchi 1935. Echinophyllia tosaensis ingår i släktet Echinophyllia och familjen Pectiniidae. Inga underarter finns listade i Catalogue of Life.